# Matã (departamento)
Matã (Matam) é um departamento da região de Matã, no Senegal.